# فاسيشتشيفي (كاركيفسكا)
فاسيشتشيفي (Васищеве) هي مدينة في مقاطعة كاركيفسكا في أوكرانيا.
يبلغ عدد سكانها حوالي 5839 نسمة.